# Betriebshof Köpenick

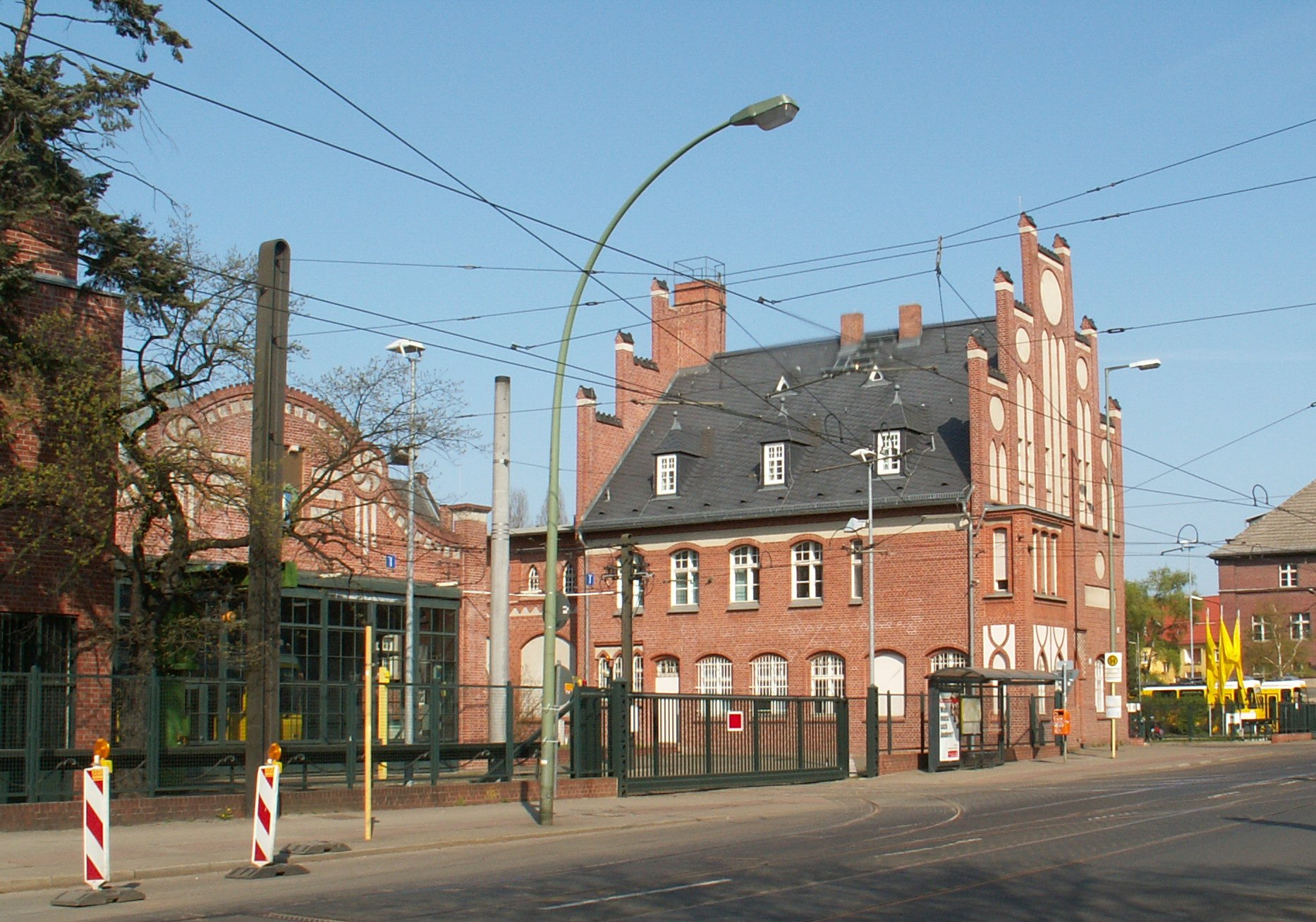
Montagehalle und Verwaltungsgebäude an der Wendenschloßstraße

Der Betriebshof Köpenick ist ein Straßenbahnhof an der Wendenschloßstraße in Berlin-Köpenick. Er wird von den Berliner Verkehrsbetrieben unter dem Kürzel Köp geführt und dient als Einsatzstelle der 60er Linien der Berliner Straßenbahn.

## Lage und Aufbau

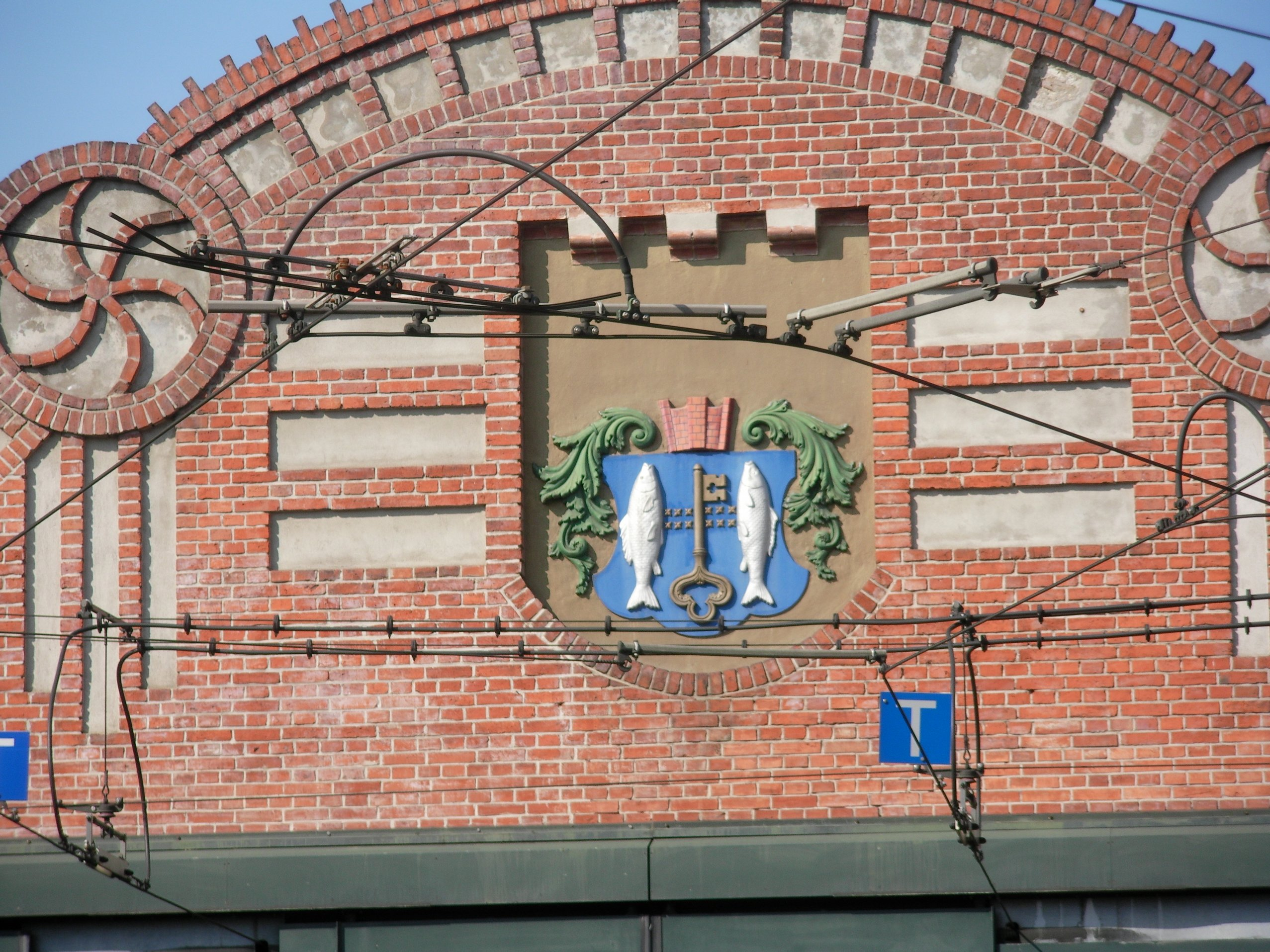
Detailaufnahme des Köpenicker Stadtwappens über der Montagehalle

Der Betriebshof liegt an der Wendenschloßstraße 138 Ecke Charlottenstraße und wurde in zwei Abschnitten errichtet. Der ältere Teil entstand in den Jahren 1903 bis 1906 nach Plänen von Hugo Kinzer und befindet sich an der Straßenkreuzung. Er umfasst eine zu Montagezwecken genutzte Wagenhalle, Werkstätten entlang der Charlottenstraße und das Verwaltungsgebäude an der Wendenschloßstraße. Die Halle umfasst vier Gleise mit Platz für insgesamt 20 Wagen der damaligen Länge, abgeschlossen wird sie von einem Satteldach mit Oberlichtraupe in Längsrichtung. Die Hallenfront enthält für jedes Gleis ein Rundbogentor mit einem geschwungenen Giebel darüber. Die angebrachten Verzierungen sind im Jugendstil ausgeführt. Mittig prangt das Wappen Köpenicks, es soll sich zuvor am alten Rathaus befunden haben. Weiter nach hinten versetzt entstand 1906 eine weitere zweigleisige Werkstatthalle, die später als Schleifhalle genutzt wurde.
1910 entstand nördlich der Schleifhalle eine zwölfgleisige Wagenhalle mit Platz für insgesamt 80 Wagen. Türme an den Seiten sowie zwei sechsteilige Giebel schmücken die Stirnfront der Halle. Im Bereich der Weichenstraßen vor der Halle entstand eine Waschanlage, die 1996 durch einen Neubau nördlich der Wagenhalle ersetzt wurde. Nördlich der Waschhalle schließt sich eine Freiluftabstellanlage von vier Gleisen an. Die relativ eingeengte Lage hat zur Folge, dass auf dem Betriebshof keine Wendeschleife existiert, die Züge müssen also von der Wendenschloßstraße in die Hallen zurück drücken. Der Betriebshof steht als Gesamtanlage in der Berliner Landesdenkmalliste.

## Geschichte

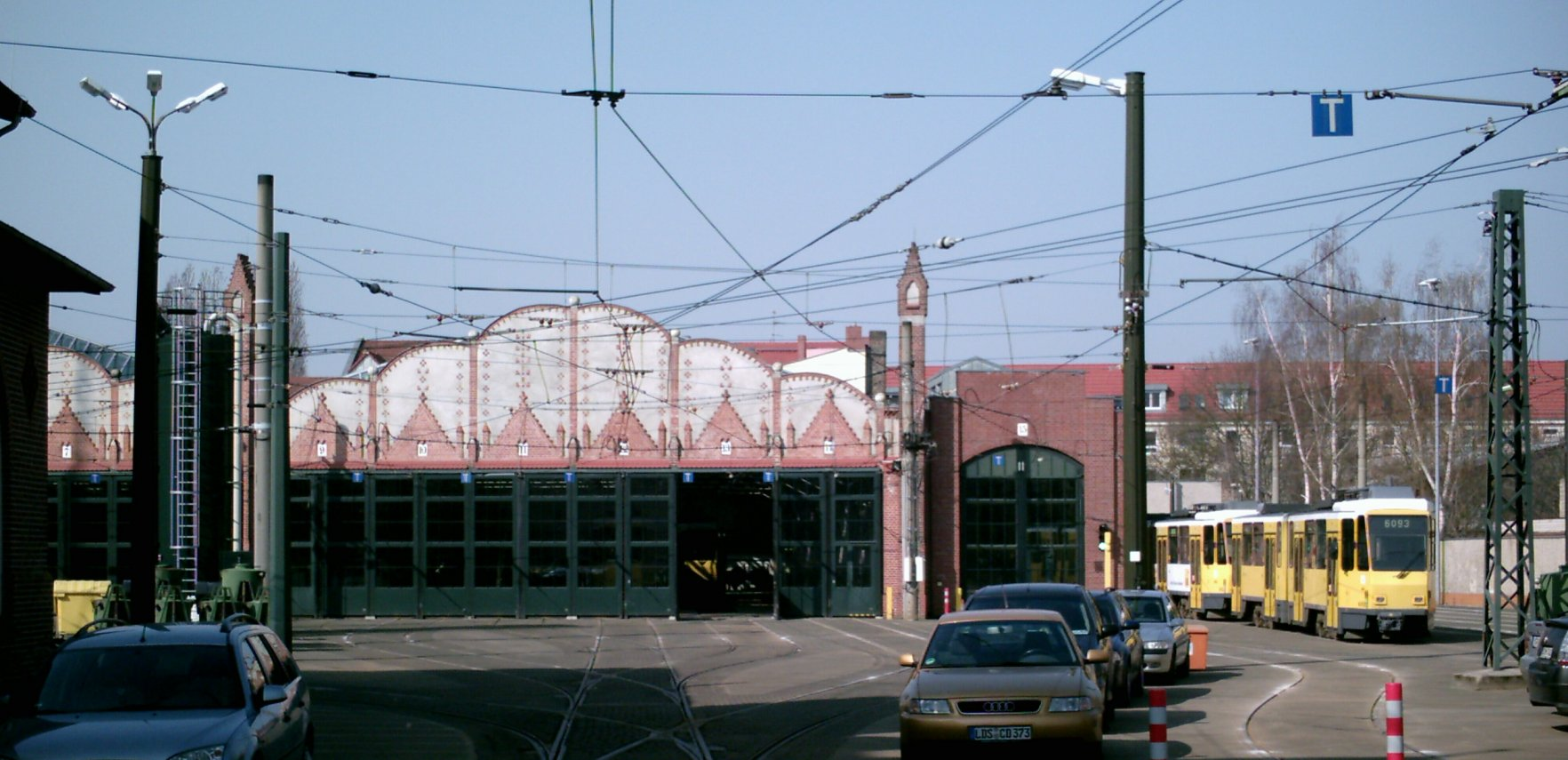
Blick zur Wagenhalle, Waschanlage und Freiluft-Abstellanlage (v. l. n. r.)

Das Gelände des Betriebshof befand sich seit 1877 im Besitz der Stadt Cöpenick (ab 1931: Köpenick). Mit der Elektrifizierung der Cöpenicker Straßenbahn und der Verlängerung Richtung Wendenschloß und Spindlersfeld benötigte die Stadt ein größeres Gelände als Betriebshof. Der neue Bau wurde im Stil norddeutscher Giebelbauten gestaltet und als Klinkermauerwerk mit teilweise verputzten Fächern ausgeführt. Mit Aufnahme des elektrischen Betriebs am 11. August 1903 wurde der Hof seiner Bestimmung übergeben. Im Folgejahr wird das Verwaltungsgebäude fertiggestellt sowie 1906 die Werkstatthalle mit den Gleisen 1 und 2. Infolge der Übernahme der Friedrichshagener Straßenbahn (1906) und des Netzausbaus weiter bis nach Mahlsdorf (1907), Grünau (1909) und Adlershof (1912) wurde 1910 die zweite Wagenhalle errichtet.
1920 übernimmt die Berliner Straßenbahn das Depot und führt ihn als Hof 26 weiter. 1924 erfolgte die vorübergehende Schließung, die dort beheimateten Fahrzeuge wurden derweil im Betriebshof Nalepastraße der ehemaligen Berliner Ostbahnen untergestellt. Seit 1935 wird der Hof unter dem Kürzel Köp geführt.
Um 1970 kamen Planungen auf, die Betriebshöfe Köpenick und Nalepastraße zu schließen und an ihrer Stelle einen Neubau an der Straße An der Wuhlheide zu errichten; das Vorhaben wurde mit der Entscheidung zur Errichtung der Neubaugebiete in Marzahn, Hohenschönhausen und Hellersdorf und der damit verbundenen Schwerpunktverlagerung des Netzes obsolet. Nach 1970 wurden die Hallenanbauten entlang der Charlottenstraße abgerissen und an ihrer Stelle ein eingeschossiger Anbau der Montagehalle sowie eine Heizungs-Übernahmestation für Fernwärme errichtet.
Zwischen 1993 und 1999 wurde der Betriebshof denkmalgerecht saniert und umgebaut. Eine neue Heizungsanlage wurde installiert, die Schleifhalle zur Karosseriewerkstatt umgebaut und die Anbauten entlang der Charlottenstraße teilweise zweigeschossig neu errichtet. Im Anschluss an diese Anbauten entstanden zwischen 1994 und 1996 entlang der Charlottenstraße weitere Büros und Werkstatträume nach den Entwürfen von Hans Bandel. Die als Montagehalle genutzte alte Wagenhalle wurde rekonstruiert und eine neue Waschanlage als Anbau der großen Wagenhalle errichtet. Den Abschluss bildete die Sanierung der großen Wagenhalle sowie die Dacherneuerung des Verwaltungsgebäudes.
Nach Abschluss der Arbeiten im Jahr 1999 waren auf dem insgesamt 12.072 Quadratmeter großen Gelände insgesamt 123 Fahrzeuge der Typen T6A2D und B6A2D stationiert; 184 Fahrer, 52 Handwerker sowie weitere 26 Mitarbeiter arbeiteten auf dem Gelände. Der Hof erbrachte in diesem Jahr damit rund ein Viertel der gesamten Betriebsleistung der Berliner Straßenbahn.
Gegenwärtig ist die historische Sammlung der BVG untergebracht, die vom Denkmalpflege-Verein Nahverkehr Berlin (DVN) betreut wird. Seit 2017 befindet sich zudem das historische Archiv der BVG in Räumlichkeiten auf dem Betriebshof.